# Bosanski Osredci
Bosanski Osredci es un pueblo ubicado en el municipio de Bihać, en el cantón de Una-Sana, Bosnia y Herzegovina.

## Superficie
Posee una superficie de 13,52 kilómetros cuadrados.

## Demografía
Hasta 2013 la población era de 18 habitantes, con una densidad de población de 1,3 habitantes por kilómetro cuadrado.